# اچ‌ام‌اس مونمووث (۱۷۹۶)
اچ‌ام‌اس مونمووث (۱۷۹۶) (به انگلیسی: HMS Monmouth (1796)) یک کشتی بود که طول آن ۱۷۳ فوت ۱ اینچ (۵۲٫۸ متر) بود. این کشتی در سال ۱۷۹۶ ساخته شد.